# El Gastor
El Gastor és una localitat de la província de Cádiz, Andalusia, Espanya. L'any 2005 tenia 1.948 habitants. La seva extensió superficial és de 28 km² i té una densitat de 69,6 hab/km². Les seves coordenades geogràfiques són 36° 51′ N, 5° 19′ O. Està situada a una alçada de 520 metres i a 131 kilòmetres de la capital de província, Cadis.

## Cultura i monuments
Destaca la fabricació i utilització d'un tipus de gaita autòctona, la gaita gastoreña. La gaita gastoreña Arxivat 2010-09-03 a Wayback Machine. és coneguda en tota l'àrea de El Gastor i la Serra de Cádiz.
Destaca el Dolmen del Gegant com a exemple d'arquitectura megalítica a El Gastor.
També destaquem d'aquest poble i comarca el gran sentiment nacional andalus dels seus habitants.

## Gastronomia
- Pollastre "campero".
- Olives amanides.
- Sopes pegás.

## Demografia
Plantilla:Demografia/El Gastor